# Nathalie Cardone
Nathalie Cardone (Pau, Pirineos Atlánticos 29 de marzo de 1967) es una actriz y cantante francesa, de padre italiano, natural de Sicilia y madre española.

## Carrera
Su carrera como actriz empezó en 1988 cuando participó en la película Drôle d'endroit pour une rencontre protagonizada por Gérard Depardieu y Catherine Deneuve. Fue nominada a los premios César a la mejor actriz revelación en 1989.
En 1997 fue contactada por el cantante y compositor Laurent Boutonnat y trabajó con Mylène Farmer. En 1997 obtuvo el disco de platino por vender más de 750 000 copias. En 1999 fue premiada nuevamente por su mejor álbum obteniendo también otro disco de platino.

## Discografía

### Álbumes de estudio
- 1999: Nathalie Cardone (# 30 France, # 26 Belgique)
- 2008: Servir le beau

### Sencillos
| Año  | Sencillo                                                                | Clasificación de ventas | Clasificación de ventas | Clasificación de ventas | Álbum              |
| Año  | Sencillo                                                                | Francia                 | Bélgica                 | Países Bajos            | Álbum              |
| ---- | ----------------------------------------------------------------------- | ----------------------- | ----------------------- | ----------------------- | ------------------ |
| 1997 | Hasta siempre                                                           | 2                       | 1                       | 99                      | Nathalie Cardone   |
| 1998 | Populaire                                                               | 88                      | —                       | —                       | Nathalie Cardone   |
| 1999 | ...Mon ange                                                             | 8                       | 2                       | —                       | Nathalie Cardone   |
| 1999 | Baila si                                                                | —                       | —                       | —                       | Nathalie Cardone   |
| 1999 | Les hommes de ma vie (promo)                                            | —                       | —                       | —                       | Nathalie Cardone   |
| 2001 | Que serai-je demain ? (participation au collectif Les voix de l'espoir) | 92                      | —                       | —                       | —                  |
| 2003 | Combat Combo (participation au collectif Le cœur des femmes)            | 22                      | —                       | —                       | Le cœur des femmes |
| 2008 | Yo soy rebelde / Hasta siempre                                          | 24                      | —                       | —                       | Servir le beau     |
| 2008 | Ma sœur (sera jamais ma rivale)                                         | 57                      | —                       | —                       | Servir le beau     |
| 2009 | Le temps des fleurs                                                     | 44                      | —                       | —                       | Servir le beau     |
| 2009 | Si se calla el cantor                                                   | 43                      | —                       | —                       | Servir le beau     |

### Participaciones
- 2002: Djimen (Sally Nyolo con Nathalie Cardone y Jean-Jacques Milteau)
- 2004: Libération (Zoxea con Nathalie Cardone)

## Filmografía
- 1988: Drôle d'endroit pour une rencontre (nominación al César a la mejor actriz revelación)
- 1988: La Petite Voleuse
- 1989: J'aurais jamais dû croiser son regard
- 1990: La Fille des collines
- 1993: Les Aventures du jeune Indiana Jones (temporada 1, episodio 2, Passion for life)
- 1994: L'Enfer
- 1994: Le Sourire
- 1995: El Techo del mundo
- 1996: L'Avocate (serie televisiva, actuó en el episodio Linge sale en famille)
- 1997: La colère d'une mère (película de TV)